# Contraception masculine
 (novembre 2021).
Si vous disposez d'ouvrages ou d'articles de référence ou si vous connaissez des sites web de qualité traitant du thème abordé ici, merci de compléter l'article en donnant les références utiles à sa vérifiabilité et en les liant à la section « Notes et références ».

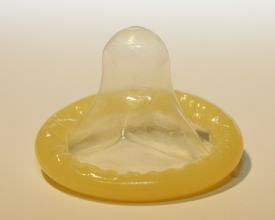
Le préservatif, le mode de contraception masculin le plus connu.

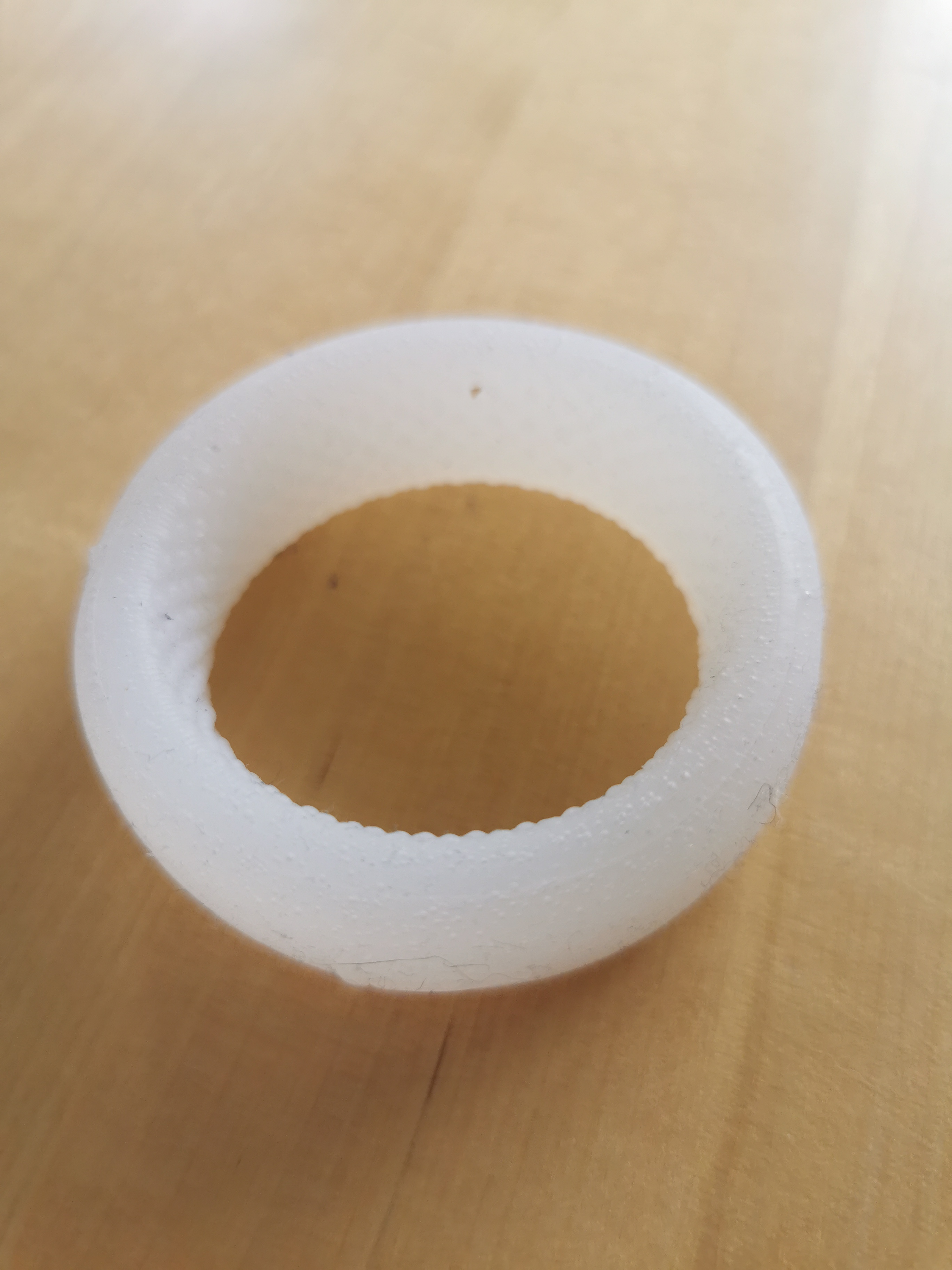
Anneau contraceptif testiculaire Andro-switch, visant à maintenir les testicules dans le corps (contre la base du pénis) pour faire remonter leur température à près de, ce qui inhibe la production de spermatozoïdes. Ne doit pas être mis sur le marché, détenu ou utilisé avant marquage européen CE, par précaution, à la suite d'une décision de police sanitaire de l'ANSM, du 17 décembre 2021.

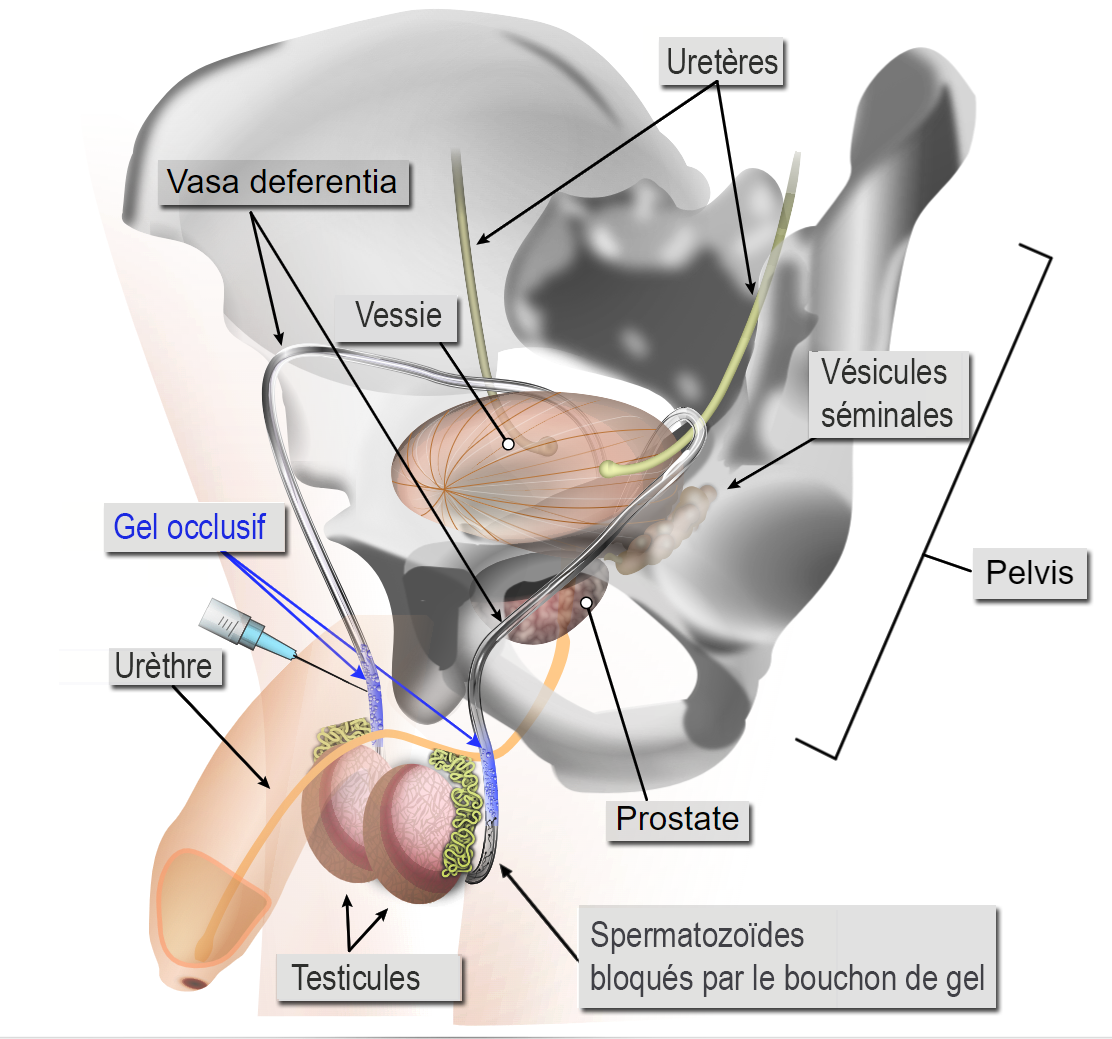
Illustration du mécanisme d'action d'une contraception masculine par injection de gel dans le canal déférent. L'opération est réversible (le gel peut être dissous par injection de bicarbonate de soude).

La contraception masculine est l’ensemble des méthodes pouvant être utilisées par les hommes pour prévenir les grossesses, en interrompant la fonction fécondante des spermatozoïdes, en bloquant leur libération ou en interférant avec leur capacité d'atteindre et féconder un ovule dans l'appareil reproducteur féminin.
Outre « la méthode du retrait » (très peu fiable et insécurisante pour le couple), les deux principales méthodes efficaces de contraception masculine sont :
- le préservatif (une gaine étanche fine et souple déroulée sur le gland et le pénis, qui collecte le sperme, empêchant toute entrée de spermatozoïdes dans le vagin) lors d'une relation sexuelle. À la différence des autres moyens de contraception, il présente aussi l'intérêt de protéger contre les maladies sexuellement transmissibles (MST) ;
- la vasectomie (une procédure chirurgicale, qui bloque les canaux transportant les spermatozoïdes des testicules vers le liquide spermatique).

D'autres méthodes contraceptives masculines sont moins utilisées, ou encore à l'étude, telles que des crèmes topiques, la pilule pour homme (prise quotidienne), des injections visant à bloquer la spermatogenèse (à diverses étapes du processus de développement des spermatozoïdes, par voie hormonale ou chimique), des implants à longue durée d'action, des dispositifs externes thermique)...
Cependant, hormis le préservatif, la plupart de ces méthodes n'éliminent les spermatozoïdes qu'après trois mois, voire plus. Pour les procédés réversibles, il faut ensuite, souvent, plusieurs mois pour retrouver un sperme fécondant.
La diversité des contraceptions masculines déjà disponibles est mal connue du grand public, et même des médecins prescripteurs, et que les méthodes hormonales masculines, l'occlusion réversible des canaux déférents et la contraception thermique sont encore souvent freinée par des questions d'acceptabilité (chez les praticiens, comme chez les usagers potentiels) faisant que les grandes entreprises n'investissent pas ou peu dans cette direction.

## Seuil
Depuis 2007, que ce soit pour une méthode thermique ou hormonale, un seuil contraceptif masculin a été défini : un million de spermatozoïdes par millilitre d'éjaculat,,. Sous ce seuil, on considère que le sperme n'est plus fécondant : sur 50 couples suivis durant 537 cycles d'ovulation, une seule grossesse a été constatée (à la suite d'une mauvaise utilisation de la technique).

### Statistiques

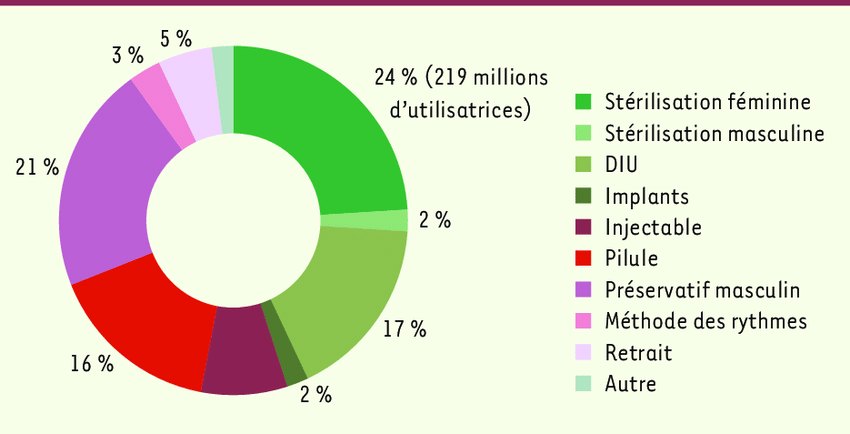
Répartition en pourcentage des modes de contraception utilisés dans le monde, montrant que le poids de la responsabilité de la contraception repose le plus souvent sur la femme, alors que le préservatif est aussi le seul moyen de se prémunir contre les MST (ONU, 2022).

Pourcentage des couples utilisant l'une des trois principales méthodes de contraception masculine, dans le monde, selon les Nations-Unies :
- préservatif : 21 % ;
- retrait : 5 % ;
- vasectomie : 2 %.

## Contexte, utilité
L'ONU prévoit une population de 9,4 à 10,0 milliards d'habitants sur Terre en 2050, dans un monde qui sera affecté par le dérèglement climatique et la crise de la biodiversité. Or en 2020, plus de la moitié des grossesses dans le monde étaient non désirées.
L'usage de la contraception dans les pays en développement a, selon les estimations, réduit les « morts maternelles » de 40 % (près de 270 000 morts évitées en 2008) et pourrait prévenir 70 % des morts si la demande pour le contrôle des naissances était totalement pourvue,.
Selon l'ONU (2019), parmi 1,9 milliard de femmes en âge de procréer (entre 15 et 49 ans), 1,1 milliard souhaitaient une contraception et 10 % n'en ont utilisée aucune faute d'accès à ces méthodes (une grande disparité d'accès est relevée selon les pays, régions et communautés). La stérilisation féminine, définitive, est la plus utilisée (24 % des contraceptions) faute de connaissance et/ou d'accès à d'autres méthodes bien tolérées, et potentiellement réversibles.
Dans ce contexte, les options de contraception masculine permettent de réduire la charge contraceptive des femmes et encourager une plus grande équité dans le monde en matière de contraception.
Cela souligne l'importance d'une contraception accessible pour les deux sexes, laquelle fait l'objet de recherches de nouveaux mécanismes d'action et d'autres méthodes possibles d'administration. Parmi ces pistes figurent des « contraceptifs réversibles à action prolongée » (LARC), des gels transdermiques quotidiens, des pilules orales quotidiennes et à la demande, des injectables mensuels et des implants,. Des efforts pour développer des contraceptifs masculins sont en cours depuis de nombreuses décennies, mais leurs progrès sont ralentis par un manque de financement et d'implication de l'industrie. En 2024, la plupart des financements pour la recherche sur les contraceptifs masculins proviennent de sources gouvernementales ou philanthropiques,,,.

## Méthodes «barrières»

### Préservatif
Indice de Pearl en utilisation optimale : 3 ; indice de Pearl en pratique courante : 14.
Dans le cadre de la prévention des infections sexuellement transmissibles (IST), le préservatif masculin est le seul moyen contraceptif également efficace pour lutter contre la transmission des IST. 1 à 3 % des hommes allergiques au latex doivent se procurer des préservatifs en polyuréthane ou en Polyisoprène synthétique (plus extensible) ; de même quand la (ou le) partenaire est allergique au latex. Un test cutané ou sanguin permet de facilement savoir si on est allergique au latex ou concerné par une possible allergie croisée.

### Gel contraceptif (RISUG:Reversible Inhibition of Sperm Under Guidance)
Le RISUG est un polymère de haut poids moléculaire (constitué d'anhydride maléique de styrène dissous dans du diméthylsulfoxyde) qu'on injecte dans les canaux déférents. Ce gel s'y polymérise, se solidifiant en quelques minutes, offrant une contraception réversible, sans interventions d'hormones, ni effets hormonaux : au moment de l'éjaculation, les spermatozoïdes passant dans le canal y restent bloqués par le gel, sans pouvoir gagner le liquide spermatique. Le sperme perd donc son pouvoir fécondant. Cette opturation est réversible, par injection de bicarbonate de soude, lequel dissout le gel. Aux États-Unis, cette contraception, dont la mise au point a été financée par la fondation Parsemus et sa filiale d'entreprise sociale Revolution Contraceptives, est annoncé pour 2026 sous le nom de Vasalgel ou « Plan A » ; il s'agit d'un gel constitué d'acide styrène-alt-maléique (au stade des essais sur le modèle animal en 2019).

### Interrupteur à sperme
L'un moyen de contraception en cours de développement, parfois dénommé « interrupteur à sperme », est un dispositif implanté sur les canaux déférents permettant au porteur d'en obstruer ou d'en libérer la circulation. Comme pour une vasectomie, l'efficacité après chaque activation de la position d'obstruction devrait être contrôlée par spermogrammes trois à six mois après la modification. En 2016, il serait en cours de test auprès d'une première cohorte de 25 utilisateurs, après avoir été conçu et produit par la société suisse PES Innovation AG, sous la marque Bimek SLV, du nom du concepteur de l'objet Clemens Bimek.
La société semble donc être en cours d'essai clinique, leur validation permettant de la certification européenne et de l'enregistrement du brevet, elle serait en 2021 encore prête à recevoir de nouveaux candidats au test clinique.

## Méthode hormonale
Dans les années 2010/2020, plusieurs méthodes, dites innovantes, notamment basées sur des hormones stéroïdes (androgénothérapies, association de progestatifs et de testostérone) sont étudiées,.

## Contraception médicamenteuse non hormonale
YCT529 est un médicament en développement dans les années 2020, dont la mise sur le marché pourrait intervenir en Europe vers 2030. Il s'agit d'un antagoniste du RAR-α, qui a pour effet de diminuer drastiquement le nombre de spermatozoïdes fabriqués par l'homme.

## Stérilisation

### Vasectomie
Indice de Pearl en utilisation optimale : 0,1 ; indice de Pearl en pratique courante : 0,15
La vasectomie ou ligature des canaux déférents est une opération chirurgicale utilisée comme méthode de stérilisation ou de contraception (réversibilité). Elle consiste à sectionner ou bloquer les canaux déférents qui transportent les spermatozoïdes chez des individus mâles. Récemment, des techniques de vasectomie mini-invasive sans scalpel et des techniques d’occlusion ont simplifié ce geste en diminuant les risques de complications (douleurs, hématomes, syndrome douloureux post-vasectomie), tout en améliorant l’efficacité de la procédure.
En cas de regret, des possibilités de reperméabilisation (réversibilité) existent, mais pas toujours efficaces.

## Méthodes dites «naturelles»

### Contraception thermique par remontée testiculaire
Indice de Pearl en utilisation optimale : 0,6 ;
indice de Pearl en pratique courante : 0,8[réf. nécessaire].
Démontrée en Inde dans les années 1930 par la médecin suisse Martha Voegeli qui constatait une baisse de la fertilité masculine grâce aux bains chauds quotidiens, elle a été reprise avec diverses variantes, souvent artisanales et non validées par les autorités sanitaires. Il ne semble pas exister de données globales précises sur l'utilisation volontaire de la contraception testiculaire thermique dans le monde. Elle semble encore peu répandue et surtout utilisée dans le cadre d'études cliniques et de groupes spécifiques intéressés par des alternatives non-hormonales. Selon A. Faix (2023), vers 2022, elle était utilisée, sous contrôle médical, par plus d'un millier d'hommes en France.
1. une brève mais forte augmentation de la température interne du scrotum (38 à 46 °C) une fois par jour ;
2. une augmentation faible (+ 1 °C durant la journée)[35] en utilisant le corps comme source de chaleur, probablement moins efficace ;
3. une augmentation de + 2 °C durant 15 ou 24 heures par jour pour augmenter la température des testicules, également en utilisant la chaleur corporelle[36],[37],[38],[39].

Toutes entraînent une réduction de la production de spermatozoïdes,,.
En pratique, un « suspensoir » en plastique (téréphtalate de polyester) surélevant les testicules (testé par le chercheur égyptien Shafik au début des années 1990), ou une sorte de slip spécialement conçu, ou encore un anneau de silicone maintiennent chaque testicule soulevé hors du scrotum, proche de l'orifice inguinal, près de la base interne du pénis près de l’orifice externe des canaux inguinaux, ce qui suffit à élever de 2 °C de la température testiculaire,,. Cette hyperthermie contrôlée induit une délétion de la production de spermatozoïdes et la production d'un sperme non-fécondant. Mais pour être efficace, l'anneau doit être porté quotidiennement pendant au moins 15 heures (efficacité contraceptive de 99,5 %, à vérifier par des spermogrammes réguliers et ajuster son utilisation si nécessaire. L'intérêt du public pour l’anneau en silicone et le slip dit chauffant augmente, grâce à une certaine médiatisation. En France, une étude rétrospective (thèse de doctorat) conduite au Centre Simone Veil de Nantes a en outre conclu que la méthode est bien tolérée ; et recommandée par 84 % des 19 utilisateurs interrogés ; 79 % d'entre eux ont signalé des effets secondaires du dispositif, mais principalement bénins et transitoires.
L'indice de Pearl serait donc inférieur à 0,5 et cette contraception peut être considérée comme efficace selon les normes de l'OMS[réf. souhaitée].
Nota : en considérant « que la contraception masculine par action thermique peut, en termes de santé publique, représenter un intérêt réel ; qu’il est néanmoins nécessaire que les hommes disposent de produits sûrs et performants, soit des dispositifs médicaux ayant fait l’objet d’une évaluation de leur conformité, conformément à la réglementation applicable », le 17 décembre 2021, l'ANSM a imposé en France une interdiction, au moins provisoire, de l'anneau de silicone, par précaution, car ce dispositif imite une situation de cryptorchidie, connue pour être une source de cancer du testicule à long terme (mais ce risque pourrait n'exister que quand le testicule a été longtemps exposé à une température de 37 °C avant la puberté. Il pourrait, éventuellement, aussi exister un effet tératogène au moment de la reprise de la fonction de production des spermatozoïdes. En attendant que la méthode soit validée par une autorité ad hoc, l'ANSM a suspendu « notamment la mise sur le marché, la distribution en gros et la détention en vue de la vente ou de la distribution à titre gratuit, en l’absence de tout marquage CE, seul élément permettant d’en garantir l’efficacité ainsi que la sécurité d’utilisation. Il ne doit plus être utilisé. Il pourra néanmoins l’être seulement dans le cadre d’un essai clinique dûment autorisé (...) Il est également recommandé, par précaution, de ne pas concevoir dans les 6 mois suivant l’arrêt d’utilisation de ce DM, pour permettre la production de nouveaux spermatozoïdes qui ne seront pas impactés par l’anneau. Si vous avez déjà utilisé l’Andro-switch et que vous envisagez prochainement d’avoir un enfant, nous vous invitons à consulter un médecin (généraliste, urologue ou andrologue) qui pourra procéder à un examen clinique. De même, en cas de gêne, de douleur ou de difficulté à uriner, nous vous invitons à consulter un médecin. ».

### Méthode du retrait
C'est la méthode traditionnelle sans doute la plus ancienne et la plus connue, caractérisée par :
- un Indice de Pearl en utilisation optimale de 1 à 9 ;
- un Indice de Pearl en pratique courante de 20[21].

## Devenir des spermatozoïdes après une vasectomie
Après une vasectomie ou toute autre opération bloquant physiquement les spermatozoïdes avant qu'ils ne puissent rejoindre le liquide séminal, les spermatozoïdes continuent d'être produits en continu par les testicules.
Ils sont dégradés de manière naturelle par l'organisme, par le même processus que celui qui élimine normalement des milliards de spermatozoïdes malformés ou non-éjaculés au cours de la vie d'un homme, comme c'est le cas pour de nombreuses cellules circulantes se renouvelant rapidement et constamment ailleurs dans le corps (comme les globules rouges et les globules blancs).
Cela est très rare, mais certains hommes peuvent être allergiques à leur propre sperme ou plus exactement à certaines protéines contenues dans leur sperme (syndrome de la maladie post-orgasmique ou POIS pour les anglophones, un problème pouvant être traité par des antihistaminiques ou une désensibilisation, s'il a été bien diagnostiqué ; dans quelques cas, rares, les spermatozoïdes réabsorbés par le corps après une vasectomie peuvent aussi provoquer une réaction allergique).

## Freins
Hormis pour le préservatif qui responsabilise plutôt les hommes, la prise en charge de la contraception repose souvent, inéquitablement, sur la femme ; Des chercheurs comme Thomé et Rouzaud-Cornabas (2017), Le Guen et ses collègues (2021) puis Fabienne Leveillée (2024)[réf. non conforme] constatent qu'avec l'apparition de plusieurs variantes de contraception féminine pour la plupart médicalisées, une tendance croissante à la féminisation de la contraception s'est manifestée, conduisant à un désengagement progressif des hommes dans cette tâche. Alors que l'usage du préservatif était presque devenu la règle durant l'explosion de l'épidémie de sida, son usage a fortement diminué, notamment dans l'imagerie pornographique, regardée par un nombre croissant de personnes parfois par ailleurs privées d'éducation sexuelle à l'école. Son report sur l'homme mobilise des enjeux culturels, cultuels et sociopsychologiques complexes, souvent associés à des tabous et/ou à des craintes imaginaires posant des problèmes d'acceptabilité,. De nombreux auteurs tels que C. Desjeux en 2009 et 2012 ; Stevelinck en 2018 ont montré que l'éducation, l'éducation sexuelle et la culture sont plus ou moins inconsciemment genrés (elles tendent traditionnellement à assigner des rôles spécifiques aux femmes et aux hommes, rôles qui sont des constructions sociales définissant la masculinité et la féminité), ces biais pouvant être aussi portés par l'institution médicale et les médecins prescripteurs de contraception comme l'a montré Ventola en 2014 et en 2016.
Dans les années 2010, les méthodes de contraception masculine telles que l'occlusion réversible des canaux déférents, la contraception thermique semblent de mieux en mieux acceptées (ainsi en France, 73 % d'hommes adultes hétérosexuels répondant à un questionnaire en ligne se sont dit favorables à l'adoption d'une méthode de contraception masculine innovante comme moyen principal de contraception : 64 % en faveur de l'occlusion réversible des canaux déférents, 22 % en faveur de la contraception hormonale masculine et 13 % en faveur de la contraception thermique), mais dans la réalité, ces méthodes se heurtent souvent à des problèmes d'acceptabilité, tant chez les usagers potentiels que chez les médecins prescripteurs, en partie par méconnaissance du sujet, selon Amouroux et ses collaborateurs (2018).
L'un des freins reste en 2024 le manque de connaissance. Des données récoltées en 2018 par Amouroux et al. donnaient 48 % de la population non médicalisée connaissant la vasectomie, derrière 63 % pour la connaissance du retrait, et 98 % pour le préservatif, alors que la contraception masculine hormonale n'était connue que par 11% des patients interrogés et que les méthodes basées sur les effets de la température ne l'étaient que par 3 % des interrogés. En 2024, selon la thèse de Fabienne Léveillée, ce constat reste globalement valable. Les connaissances des médecins et patients n'étaient homogènes que pour le préservatif et le retrait, les médecins étant par compte bien mieux informés sur la vasectomie que leurs patients (86 % contre 48 % respectivement).

### Vidéographie
- CPTS Strasbourg Eurométropole Sud et Ouest, « Contraception masculine : la médecine générale en première ligne », 5 juin 2024 (consulté le 11 novembre 2024).